# Exosphaeroma
Exosphaeroma es un género de isópodos.

## Especies
- Exosphaeroma agmokara Bruce, 2003
- Exosphaeroma alii Baker, 1926
- Exosphaeroma alveola Bruce, 2003
- Exosphaeroma amplicauda (Stimpson, 1857)
- Exosphaeroma antarctica Richardson, 1906
- Exosphaeroma antikraussi Barnard, 1940
- Exosphaeroma aphrodita Boone, 1923
- Exosphaeroma bicolor Baker, 1926
- Exosphaeroma brevitelson Barnard, 1914
- Exosphaeroma bruscai Espinosa-Pérez & Hendrickx, 2001
- Exosphaeroma chilensis Dana, 1853
- Exosphaeroma diminutum Menzies & Frankenberg, 1966
- Exosphaeroma echinensis Hurley & Jansen, 1977
- Exosphaeroma estuarium Barnard, 1951
- Exosphaeroma falcatum Tattersall, 1921
- Exosphaeroma gigas (Leach, 1818)
- Exosphaeroma hylecoetes Barnard, 1940
- Exosphaeroma inornata Dow, 1958
- Exosphaeroma kraussi Tattersall, 1913
- Exosphaeroma laevis (Baker, 1910)
- Exosphaeroma laeviusculum (Heller, 1868)
- Exosphaeroma media George & Stromberg, 1968
- Exosphaeroma montis (Hurley & Jansen, 1977)
- Exosphaeroma obtusum (Dana, 1853)
- Exosphaeroma octoncum (Richardson, 1897)
- Exosphaeroma pallidum Barnard, 1940
- Exosphaeroma parva Chilton, 1924
- Exosphaeroma paydenae Wall, Bruce & Wetzer, 2015
- Exosphaeroma pentcheffi Wall, Bruce & Wetzer, 2015
- Exosphaeroma planulum Hurley & Jansen, 1971
- Exosphaeroma planum Barnard, 1914
- Exosphaeroma porrectum Barnard, 1914
- Exosphaeroma rhomburum (Richardson, 1899)
- Exosphaeroma russellhansoni Wall, Bruce & Wetzer, 2015
- Exosphaeroma serventii Baker, 1928
- Exosphaeroma studeri Vanhöffen, 1914
- Exosphaeroma truncatitelson Barnard, 1940
- Exosphaeroma varicolor Barnard, 1914
- Exosphaeroma waitemata Bruce, 2005